# Ludwig Günther I. (Schwarzburg-Rudolstadt)
Ludwig Günther Graf von Schwarzburg-Rudolstadt (* 27. Juni 1581 in Rudolstadt; † 4. November 1646 ebenda) war von 1612 bis 1646 regierender Graf von Schwarzburg-Rudolstadt aus dem Haus Schwarzburg.

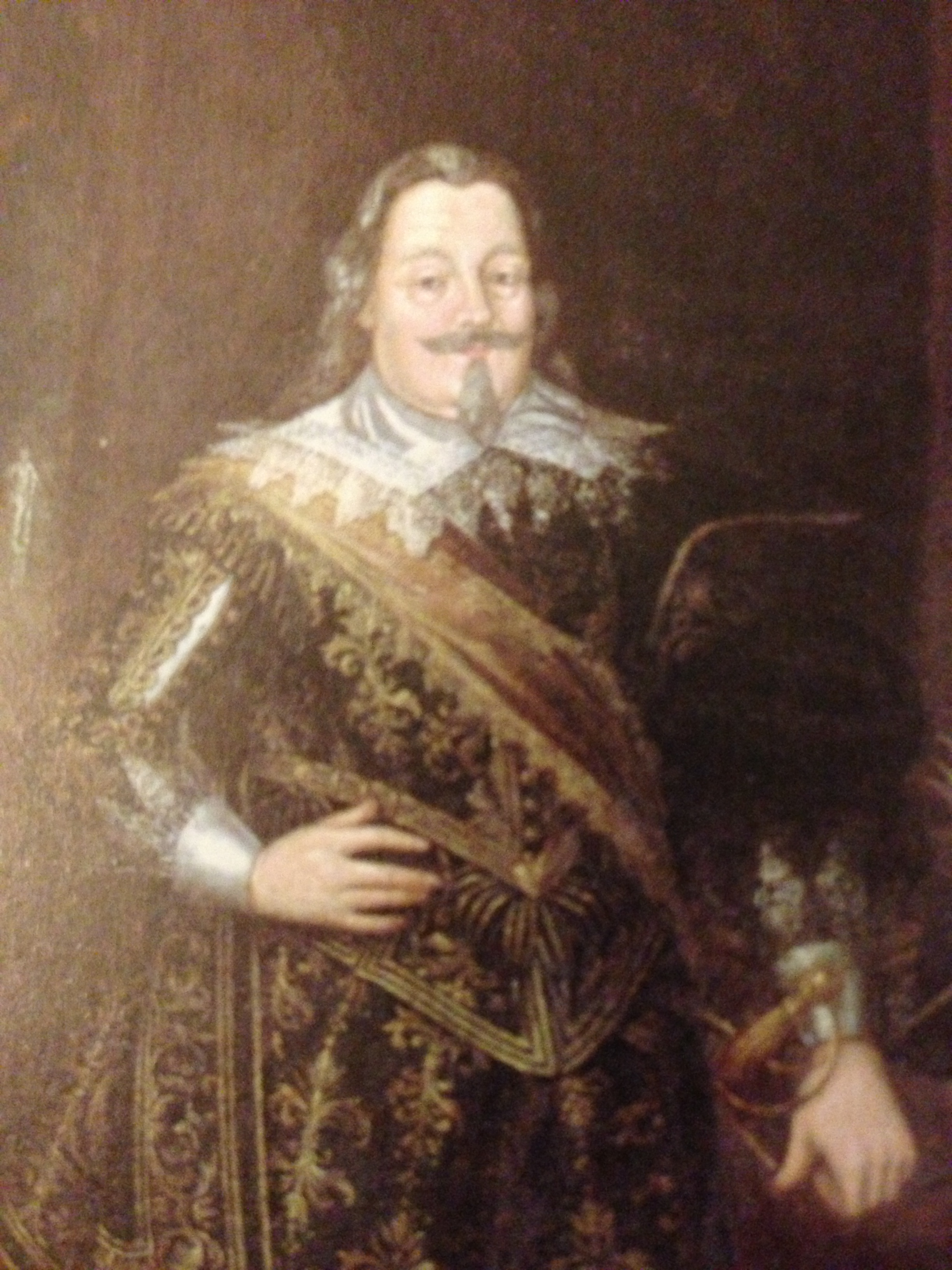
Graf Ludwig Günther I. von Schwarzburg-Rudolstadt

## Leben
Ludwig Günther war Sohn des Grafen Albrecht VII. von Schwarzburg-Rudolstadt und dessen Ehefrau Juliane, geborener von Nassau-Dillenburg. Karl Günther und Albrecht Günther waren seine Brüder. Diese regierten aufgrund von Teilungen ebenso wie Ludwig Günther. Der Graf studierte ab 1598 in Jena und wechselte anschließend nach Straßburg. Dort konnte er mit Personen der höchsten Kreise verkehren. Nach einer Reise nach Paris kehrte Ludwig Günther 1604 nach Rudolstadt zurück. Am 10. April 1605 verstarb der regierende Graf Albrecht VII., und in einem Vertrag vom 24. Juni 1605 wurde dem Bruder Karl Günther die Regierung für sechs Jahre übergeben. Ludwig Günther konnte jetzt seine Reisetätigkeiten wieder aufnehmen. 1606 begab sich der Graf zurück nach Straßburg und danach nach Paris. 1607 erfolgte ein kurzer Aufenthalt in Madrid, dann kehrte er nach Paris zurück. Jetzt folgte eine Englandreise, wo London, Cambridge, Oxford und weitere Ziele besucht wurden. Die Reisetätigkeiten dauerten bis zum 10. Februar 1610.
Ludwig Günther erhielt gemäß einer vertraglichen Vereinbarung vom 8. September 1612 über die Aufteilung des Besitzes zwischen den Brüdern den Frankenhäuser Teil mit der Residenz Frankenhausen. Insgesamt wurde die Grafschaft in drei Gebiete getrennt. Karl Günther wurde der Rudolstädter Teil mit der Residenz Rudolstadt übertragen. Sein anderer Bruder Albrecht Günther erhielt den Ilmischen Teil und residierte in Stadtilm und Schwarzburg. Im Erfurter Vergleich von 1624 tauschten dann die Brüder Ludwig Günther und Albrecht Günther ihre Besitzungen. 1625 bezog Ludwig Günther die Residenz Stadtilm und Albrecht Günther die Residenz Frankenhausen. Karl Günther residierte weiterhin in Rudolstadt, starb jedoch 1630. In einem weiteren Teilungsvergleich vom 24. November 1631 bekam Ludwig Günther Rudolstadt zugesprochen und Albrecht Günther Blankenburg. Albrecht Günther starb 1634, sodass Ludwig Günther die gesamte Grafschaft wieder alleine regierte.
Seine Schwägerin Anna Sophia von Schwarzburg-Rudolstadt stiftete am 5. September 1619 zusammen mit anderen Fürstinnen und Gräfinnen die Tugendliche Gesellschaft. An diesem Tag weilte auch Fürst Ludwig I. von Anhalt-Köthen mit seiner Ehefrau in Rudolstadt. Diese wurde in die „Tugendliche Gesellschaft“ aufgenommen und Ludwig Günther von Fürst Ludwig die Mitgliedschaft in die Fruchtbringende Gesellschaft angeboten. Der Graf führte Reformen im Schulwesen durch und stiftete, wie zur damaligen Zeit üblich, auch mehrere Kirchen. Testamentarisch überließ er seine private Büchersammlung der Rudolstädter Kirchenbibliothek, welche er einige Jahre zuvor ebenfalls mittels einer Stiftung ins Leben gerufen hatte. Das Musikleben förderte er unter anderem durch ein eigenes Orchester, die 1635 erstmals erwähnte Rudolstädter Hofkapelle, aus der die noch bestehenden Thüringer Sinfoniker Rudolstadt-Saalfeld hervorgingen.
Am 4. November 1646 starb Graf Ludwig Günther in Rudolstadt. Seine Gattin Emilie übernahm vormundschaftlich bis 1667 die Regierung. Dann folgte der Sohn des Grafen Albert Anton als Regent von Schwarzburg-Rudolstadt.

## Nachkommen
Am 4. November 1638 heiratete er in Rudolstadt Emilie Antonia von Oldenburg-Delmenhorst, mit der er folgende Kinder hatte:
- Sophie Juliane (1639–1672)
- Ludmilla Elisabeth (1640–1672)
- Albert Anton (1641–1710), Fürst von Schwarzburg-Rudolstadt
- Christiane Magdalene (1642–1672)
- Maria Susanna (1646–1688)